# چارلز جی. اترتون
چارلز جی. اترتون (به انگلیسی: Charles Gordon Atherton) سناتور سابق عضو حزب دموکرات ایالات متحده آمریکا بود. وی در سال ۱۸۴۳ تا ۱۸۴۹ و ۱۸۵۳ میلادی سناتور ایالت نیوهمپشایر در سنای ایالات متحده آمریکا بود.